# Tampon Vol. 1
Tampon Vol. 1 je maksi singl sastava Gustafi, objavljen 2005.
Objavljen pod izdavačkom kućom Dancing Bear. Na njemu se nalaze tri pjesme, a sadrži i DVD s 14 dotad objavljenih spotova.

## Popis pjesama
Tekstovi i glazba: Edi Maružin/Gustafi. 
| 1.   | »Crna žaba«  | 2:16 |
| 2.   | »Da san zna« | 3:40 |
| 3.   | »Stara sura« | 3:29 |
| 9:25 |              |      |